# علي الخوار
علي محمد الخوار النعيمي المشهور ب علي الخوار (ولد 2 يونيو 1967) شاعر إماراتي، ورئيس مجلس إدارة مجموعة شركة أغاني. كتب الشعر وعمره 16 عاماً متأثراً بوالده. كتب أكثر من مائة أغنية وقصيدة وطنية وغنائية عاطفية، أشهرها «في القلب حبك ترسخ يا بلادي». شارك في أكثر من مهرجان عربي للشعر، وفاز بجائزة أفضل نص عربي في مهرجان الأغنية العربية في المنامة سنة 1996. كما فاز بلقب «فارس» الأغنية الإماراتية سنة 1995. اشتهر بعدد من الأغاني التي تغنى بها فنانون خليجيون وعرب، منها أغنية لا تذكرني بحبك التي غناها الفنان ميحد حمد في بداية التسعينيات. فاز سنة 2008 بالمركز الثاني عن تكملة قصيدة الشيخ محمد بن راشد آل مكتوم في مسابقة وزارة الثقافة والشباب.

## مسيرته
عمل كسكرتير تحرير بفجر الشعراء وهو إصدار أدبي كان يصدر عن جريدة الفجر الإماراتية.	ومدير تحرير حبر وورق التابع لجريدة الوحدة الإماراتية. وشغل منصب مدير تحرير مجلة شبابنا التي كانت تصدر عن وزارة الشباب والرياضة بالإمارات.وأشرف على الباب الشعري بوح القوافي بمجلة كل الأسرة الإماراتية من سنة 1996 إلى سنة 2009. كما أشرف على تسجيل وتصوير القصائد المغناة للشيخ زايد بن سلطان آل نهيان.
حاليا هو	صاحب ومدير عام مؤسسة أورنج للدعاية والإعلان، ورئيس مجلس إدارة استديوهات وشركة أغاني وعضو لجنة التحكيم في برنامج الميدان لليولة، كما قام بإعداد وتقديم بعض البرامج التلفزيونية والإذاعية في تلفزيون أبوظبي والقناة الرابعة في عجمان.

## مؤلفاته
صدر له:
- رومنسيات الخوار ديوان مسموع - كاسيت،1996م.[2]
- كلام الصمت، ديوان شعري مسموع، 2012م.
- هلوسات 2020. ديوان مطبوع، 2017م.[3]
- مشاعر وطن 71. ديوان مطبوع، 2018م.[4]

## أشهر قصائده المغناة
تغنى بقصائده العديد من الفنانين منهم:
- ميحد حمد: لا تذكرني – خلنا نبعد – لا تزيد المواجع.
- محمد عبده: رحلة عمر- أسرار اليوم
- حسين الجسمي: الطير - الجبل – فرس
- راشد الماجد: أمي - الحب خالد - ما تقدرون – قالت أحبك يا راشد – اللغز.
- أحلام: أرجوك تنساني- مصير الحي يتلاقى.
- عبد المجيد عبد الله: أغلى من روحي علي.
- خالد عبد الرحمن: الصورة المكسورة – الحقيقة.
- محمد المازم: فديتك - الطلة – تكرم عينك – ريح فؤادك.
- دويتو راشد الماجد وعبد المجيد عبد الله: حبي الأول والأخير.

## جوائز
حصل على العديد من الجوائز منها:
- تكريم من قبل أمير دولة الكويت صباح الأحمد الجابر الصباح.
- جائزة المركز الثاني بمسابقة الأغنية الوطنية، إذاعة أبوظبي، 1989م.
- لقب فارس الأغنية الإماراتية، 1995م.
- جائزة أفضل نص غنائي بمهرجان الأغنية العربية بالبحرين، 1996م.
- المركز الثالث بإستفتاء أفضل شاعر غنائي، 1996م.
- المركز الثاني بإستفتاء أفضل شاعر غنائي خليجي لعام 1999م والتي نظمتها إذاعة إمارات FM.
- أفضل شاعر في مهرجان ضيافة 2017.[5]

## وصلات خارجية
- الديوان المسموع للشاعر علي الخوار كلام الصمت
- قصيدة غرور مصورة على يوتيوب